# Assedio di Montauban
L'assedio di Montauban ebbe luogo tra i mesi di agosto e di novembre del 1621. La popolazione ugonotta della cittadina di Montauban subì l'assedio da parte delle truppe reali comandate dallo stesso re Luigi XIII e dal Connestabile di Francia  Carlo d'Albert, duca di Luynes. Esso si concluse in un nulla di fatto e l'armata reale, dopo aver subito pesanti perdite, tolse l'assedio.

## Antefatti
La riforma protestante propugnata da Giovanni Calvino trovò terreno fertile nel mezzogiorno francese. Così a metà del XVI secolo molte città del sud ovest adottarono la fede riformata. Nel 1561 l' élite protestante prese il potere a Montauban e da quella data regnò incontrastata sulla città. Le chiese cattoliche della città furono tutte saccheggiate e distrutte, tranne quella di San Giacomo, che venne trasformata in luogo di culto protestante. La recrudescenza delle guerre di religione rafforzò le convinzioni dei moltanbanesi e la città divenne un bastione della fede calvinista nel Quercy, tanto che anche le città circostanti Montauban ne subirono l'influenza, convertendosi alla fede calvinista. Nel 1562 la città subì un primo assedio da parte delle truppe cattoliche, che non ebbe successo, confermando la fama d'inespugnabilità della città nei decenni a venire.
Nel 1598 l'editto di Nantes riconobbe Montauban come città libera protestante, ove i calvinisti avrebbero potuto continuare la pratica del loro culto. Tuttavia il decesso di Enrico IV, estensore dell'editto, determinò l'ascesa al trono di Luigi XIII, che in merito aveva tutt'altre convinzioni del padre, mutò il clima politico ed il nuovo re si accinse a ricondurre nell'orbita cattolica le ribelli città protestanti.

## L'assedio

Le fortificazioni di Montauban durante l'assedio

Il 17 agosto 1621 Luigi XIII ed il connestabile di Francia, Carlo d'Albert, duca di Luynes, installarono il loro quartier generale nel castello di Piquecos, una decina di chilometri a nord di Montauban, dal quale avrebbero avuto diretto l'assedio alla città. La morsa attorno ad essa venne chiusa e l'assedio ebbe inizio. I protestanti montalbanesi misero a punto una difesa accanita della loro città, fortemente motivati dalla fede religiosa. Comandati dal d'Orval, da Saint-André-Montbrun e dal duca de La Force, essi disponevano di viveri in abbondanza.
Il de Luynes intese impostare un assedio nel modo classico: regolari cannonate vengono sparate mente squadre di zappatori tagliano trincee verso le mura cittadine, ma i montalbanesi resistettero bene. I tredici pastori protestanti della città arringavano le loro truppe e tutti gli avvenimenti favorevoli venivano interpretati come un segno della benevolenza divina verso la città: l'arcobaleno comparso dopo un assalto infruttuoso da parte degli assedianti, i colpi di cannone che sparano palle oltre la città senza arrecare danno, ecc. Lo storico moltanbanese Le Bret pone anche l'accento sulle donne degli assediati, che avrebbero giocato un ruolo molto attivo nella difesa della città: così una giovane donna, che tagliò le dita ad un soldato realista che aveva cercato di salire sulle mura con l'ausilio di una scala o il caso di Guillaumette de Gasc, che dopo aver ucciso due ufficiali nemici con una picca, sarebbe stata colpita a morte da una scarica di moschetti. Gli assalti alle mura costarono numerose vittime agli assedianti: quello del 27 agosto, al bastione del Moustier, vide la morte di ben 600 soldati del re e il 4 settembre un assalto sulla riva sinistra della Tarn si concluse con la morte di 300 realisti, fra i quali il duca di Thémines; il 16 settembre il duca di Mayenne, Enrico, morì a causa di un colpo d'arma da fuoco che lo centrò ad un occhio. Inoltre le numerose sortite dei difensori della città, frequenti ed efficaci, indebolivano sempre più le posizioni degli assedianti, mentre la retroguardia reale era incalzata dalle incursioni del principe protestante Enrico II di Rohan, le cui truppe erano attestate nei pressi della cittadina di Reyniès. Ad un certo punto, tra le file degli assedianti, fece la sua comparsa anche la peste, fenomeno non infrequente a quei tempi fra la soldatesca, e fu forse anche questo, oltre alla resistenza apparentemente imbattibile degli assediati, uno dei motivi che convinsero Luigi XIII a togliere l'assedio il 6 novembre 1621, dopo che alcuni tentativi d'intavolare una trattativa con gli assediati, esperiti dal duca di Luynes, non erano andati a buon fine. Prima di rinunciare all'assedio il re avrebbe ordinato alla sua artiglieria di sparare contro la città una salva di quattrocento cannonate contemporaneamente, ma tale versione è stata fortemente ridimensionata dagli storici. L'assedio si concluse quindi con un nulla di fatto per gli assedianti.

## Gli eventi successivi

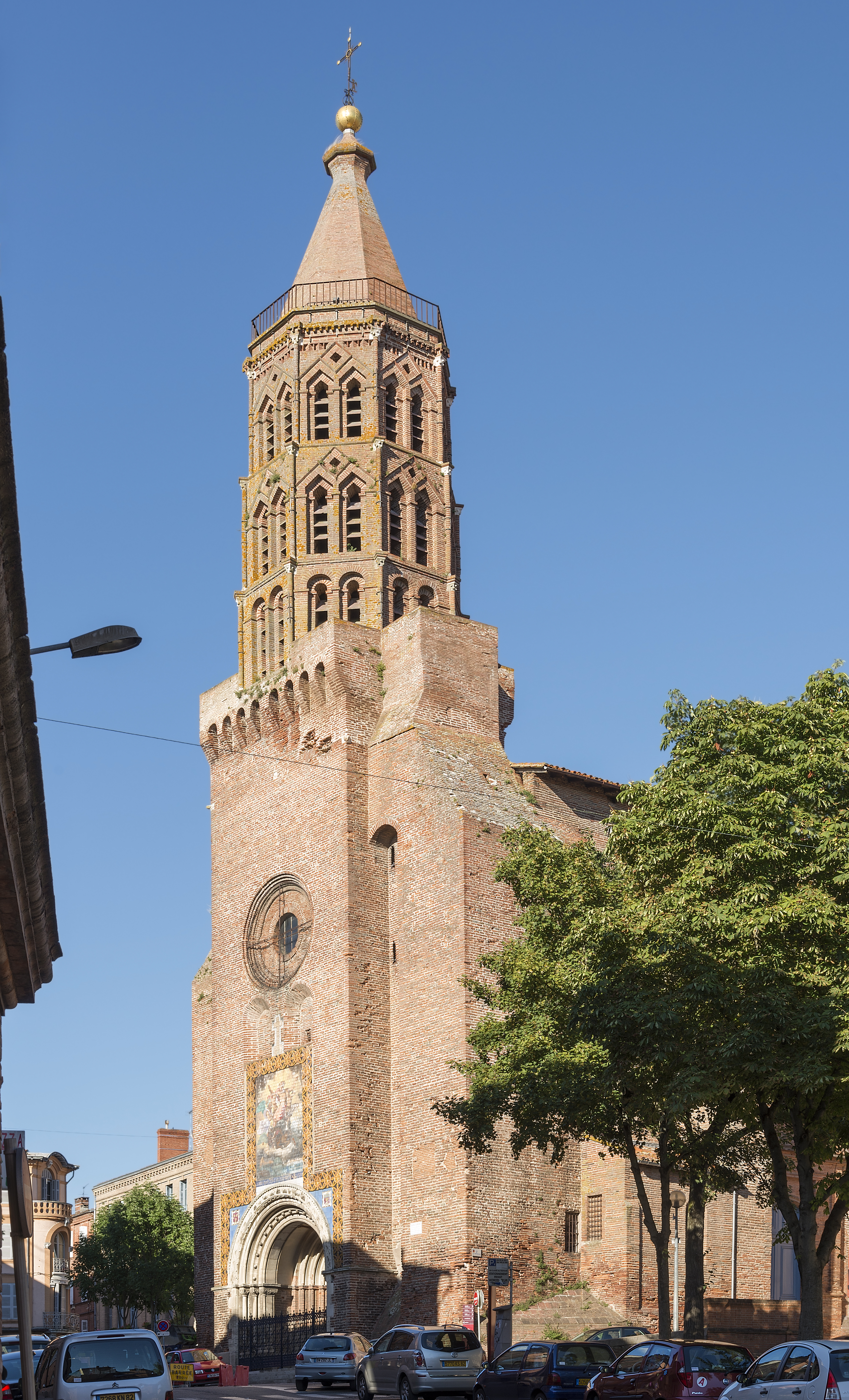
La chiesa di San Giacomo a Montauban, alla base del cui campanile sono ancora visibili segni di cannonate degli assedianti sparate durante l'assedio del 1621

Ma Luigi non rinunciò al suo scopo. L'anno successivo egli tornò alla carica, ma questa volta adottò una strategia completamente diversa: invece di attaccare direttamente Montauban, si dedicò alla conquista delle piazze circostanti. Queste caddero così una dopo l'altra, tra le quali Nègrepelisse e Saint-Antonin-Noble-Val nel luglio 1622. Trovatasi isolata, Montauban incominciò a pensare alla necessità d'intavolare trattative con il re e la presa della città fortificata protestante di La Rochelle da parte delle truppe reali nel 1628 convinse i consoli di Montauban a cedere: il 29 agosto 1629 la città si arrese mettendosi nelle mani del Cardinale Richelieu.
Le autorità cattoliche naturalmente si prodigarono per riportare la fede cattolica nella città ed in quelle circonvicine: Luigi XIV fece erigere in città una nuova cattedrale dedicata alla Madonna (Notre-Dame de Momtauban).

## Eredità dell'assedio
- i colpi delle cannonate degli assedianti sono tuttora visibili sulla facciata della chiesa di San Giacomo
- l'espressione francese faire les 400 coups (fare i quattrocento colpi) trae origine dall'episodio leggendario delle quattrocento cannonate contemporanee che Luigi XIII avrebbe fatto sparare sulla città prima di levare l'assedio[2]
- la festa con fiera detta dei 400 coups, che ha luogo a Montauban tutti gli anni a settembre, si riferisce anch'essa a questo episodio
- Les boulets de Montauban (palle di Montauban), blocchi di cioccolato a forma sferica prodotte e vendute dai pasticceri di Montauban, fanno riferimento all'assedio del 1621.
- La légende des 400 coups è uno spettacolo che viene rappresentato ogni anno in agosto a Montauban in ricordo dell'assedio.